# Leo Bertos
Leonida Christos Bertos (Wellington, 1981. december 20.) új-zélandi válogatott labdarúgó, aki jelenleg az új-zélandi futsalválogatott tagja.

## Sikerei, díjai
- Új-Zéland
  - OFC-nemzetek kupája: 2008